# Djalma Santos
Djalma Pereira Dias dos Santos (mai cunoscut ca Djalma Santos, scris și Dejalma Santos), (n. 27 februarie 1929, São Paulo - d. 23 iulie 2013) a fost un jucător de fotbal care a jucat pentru Brazilia la patru Campionate Mondiale, câștigând două dintre ele. Santos este unul dintre cei mai buni fundași care au jucat pentru Brazilia. În principal cunoscut pentru abilitățile sale defensive, el își ajuta colegii în atac prin raiduri pe partea dreaptă.
A jucat la Campionatele Mondiale din 1954, 1958, 1962 și 1966, la ultimul având 37 de ani. Santos a dat și o pasă de gol pentru Brazilia în finala din 1962. A fost trecut de Pelé pe lista FIFA 100 în martie 2004.